# گارنبرگیا
گارنبرگیا(نام علمی: Garnbergia) نام یک سرده از شاخه طنابداران است.